# Maria Salom Coll
Maria Salom Coll (Inca, 5 de desembre de 1967) és una política mallorquina llicenciada en ciències econòmiques i empresarials. Va ser la diputada més jove en entrar al Parlament Balear, amb 23 anys. Va ser la primera presidenta de Noves Generacions (NNGG) del Partit Popular de Mallorca als 25 anys. Va estar implicada a l'escàndol del Túnel de Sóller en aparèixer com a administradora d'una societat beneficiària d'una quota del mateix lot destinada a suborns, encara que els delictes varen prescriure.
Ha estat:
- Diputada al Parlament de les Illes Balears el 1999 fins al 2004, i de 2011 a 2016.
  - Portaveu suplent del Grup Parlamentari PP (de 16 de juliol de 1999 a 22 de juliol de 1999)[5]
  - Portaveu titular del Grup Parlamentari PP (de 16 de juliol de 2003 a 22 de juliol de 2003)[6]
  - Portaveu suplent del Grup Parlamentari PP (de 22 de juliol de 2003 a 17 de març de 2004)[6]
  - Vicepresidenta segona del Parlament (de 16 de juny de 2015 a 18 de novembre de 2016)[7]
- Regidora d'Hisenda a l'ajuntament d'Inca (2003-2007).
- Diputada al Congrés dels diputats, on fou portaveu adjunta del Grup Popular, a les eleccions generals espanyoles de 2004 i 2008.[8]
- Presidenta del Consell de Mallorca (2011-2015)[9]
- Delegada del Govern a les Illes Balears (2016-2018)
- Senadora per Mallorca al senat espanyol (2019-actual)[10]

Al Partit Popular:
- Presidenta de Noves Generacions (NNGG) del Partit Popular (1992-1995)
- Secretària del PP Mallorca (1995-1999)
- Vicepresidenta del PP Mallorca (2012-2017)[11]
- Adjunta a la presidència del PP Illes Balears (2017-?)[12]
- Membre del Comitè Executiu Nacional del Partit Popular des de 18 de febrer 2012[13][14]